# タカマカ
タカマカ（英語: Takamaka、フランス語: Takamaka、セーシェル・クレオール語: Takamaka）は、セーシェルの地区のひとつ。

## 隣接行政区画
- アンス・ロイヤル
- ベ・ラザール